# Planeta Calleja
Planeta Calleja és un programa de televisió d'Espanya que s'emet cada diumenge a dos quarts de deu de la nit, en Cuatro de Mediaset España. La setena temporada es va emetre els dimecres a les 22h45. El programa es va estrenar el 14 d'abril de 2014 i és presentat per Jesús Calleja.
Planeta Calleja, és un format d'aventures de Jesús Calleja que al costat de famosos aventurers recorren la geografia mundial, amb tota la seva fauna i flora i els perills que comporta. El programa 42, amb Ana Botín com a protagonista, es va emetre en simulcast a tots els canals de Mediaset España (Telecinco, Cuatro, Factoría de Ficción, Energy, Divinity i Be Mad).

## Audiències i destins

### Temporada 1
| Programa | Invitad@s                      | Destí               | Dia d'emissió | Audiència        |
| -------- | ------------------------------ | ------------------- | ------------- | ---------------- |
| 1        | José Coronado Nicolás Coronado | Vall de Mustang     | 13/04/2014    | 1 090 000 (6,1%) |
| 2        | José Mota                      | Glaciar Mumbukta    | 20/04/2014    | 1 183 000 (6,9%) |
| 3        | Marc Márquez                   | Pico de la Renclusa | 27/04/2014    | 1 353 000 (7,4%) |
| 4        | Santi Millán                   | Monte Cervino       | 04/05/2014    | 947 000 (5,5%)   |

### Temporada 2
| Programa | Invitad@s       | Destí             | Dia d'emissió | Audiència        |
| -------- | --------------- | ----------------- | ------------- | ---------------- |
| 5        | Pedro Sánchez   | Penyal d'Ifac     | 28/12/2014    | 1 728 000 (8,7%) |
| 6        | Dani Rovira     | Illots de Krabi   | 04/01/2015    | 1 526 000 (8,1%) |
| 7        | Santiago Segura | Volcà Lokón       | 11/01/2015    | 1 533 000 (7,4%) |
| 8        | Eva Hache       | Gelera Aialik     | 18/01/2015    | 1 947 000 (8,8%) |
| 9        | David Muñoz     | Catarata Yumbilla | 25/01/2015    | 1 892 000 (8,7%) |
| 10       | David Bisbal    | Rius nepalesos    | 01/02/2015    | 1 940 000 (9,2%) |

### Temporada 3
| Programa | Invitad@s                  | Destí                     | Dia d'emissió | Audiència        |
| -------- | -------------------------- | ------------------------- | ------------- | ---------------- |
| 11       | David Bustamante           | Illes Lofoten             | 18/10/2015    | 1 332 000 (6,6%) |
| 12       | Álex González              | Illa de Nosy Hara         | 25/10/2015    | 1 561 000 (7,8%) |
| 13       | Albert Rivera              | Rally de la Baixa d'Aragó | 08/11/2015    | 1 090 000 (5,5%) |
| 14       | Fernando Tejero            | Volàn Erta Ale            | 15/11/2015    | 1 308 000 (6,4%) |
| 15       | Andrés Velencoso           | Coves de Hang Va i Tu Lan | 22/11/2015    | 1 257 000 (6,0%) |
| 16       | Soraya Sáenz de Santamaría | Camí de Sant Jaume        | 29/11/2015    | 1 601 000 (7,6%) |
| 17       | David Bisbal               | Nepal tras el terremoto   | 06/12/2015    | 1 365 000 (7,6%) |
| 18       | Edurne                     | Volcà Ol Doinyo Lengai    | 13/12/2015    | 1 292 000 (6,5%) |

### Temporada 4
| Programa | Invitad@s                   | Destí                      | Dia d'emissió | Audiència         |
| -------- | --------------------------- | -------------------------- | ------------- | ----------------- |
| 19       | Jorge Javier Vázquez        | Cascada de Vaipo           | 23/04/2017    | 1 364 000 (8,1%)  |
| 20       | Carles Francino             | Canyó de Ribeira de Vinhas | 30/04/2017    | 989 000 (6,1%)    |
| 21       | Antonio Orozco              | Poble d'Ushguli            | 07/05/2017    | 1 593 000 (9,0%)  |
| 22       | Risto Mejide Laura Escanes  | Mossel Bay                 | 14/05/2017    | 1 586 000 (8,9%)  |
| 23       | Clara Lago                  | Dunes d'Erg Chegaga        | 21/05/2017    | 1 270 000 (6,7%)  |
| 24       | Fernando Alonso             | Peña Ubiña                 | 28/05/2017    | 1 784 000 (10,4%) |
| 25       | Elsa Pataky Chris Hemsworth | Muntanya de Ladakh         | 04/06/2017    | 1 703 000 (9,6%)  |
| 26       | Cayetano Rivera Ordóñez     | Gelera Jorge Montt         | 11/06/2017    | 1 169 000 (6,9%)  |
| 27       | Mercedes Milá               | Illes de Svalbard          | 18/06/2017    | 1 227 000 (8,1%)  |
| 28       | Mireia Belmonte             | Ruta de Shikoku Henro      | 25/06/2017    | 1 221 000 (7,7%)  |
| 29       | Blanca Suárez               | Roca de Jebel Khasali      | 02/07/2017    | 1 387 000 (9,6%)  |

### Temporada 5
| Programa | Invitad@s                        | Destí                      | Dia d'emissió | Audiència         |
| -------- | -------------------------------- | -------------------------- | ------------- | ----------------- |
| 30       | Paz Padilla                      | Poblat de Somba            | 25/02/2018    | 2 588 000 (13,2%) |
| 31       | Miguel Ángel Muñoz               | Pico Tarija                | 04/03/2018    | 2 269 000 (11,2%) |
| 32       | Lara Álvarez                     | Rally a Baixa Califòrnia   | 11/03/2018    | 2 389 000 (11,9%) |
| 33       | Bertín Osborne                   | Vía Ferrata de Valdeón     | 18/03/2018    | 1 964 000 (10,2%) |
| 34       | India Martínez                   | Mont Everest               | 08/04/2018    | 1 808 000 (9,4%)  |
| 35       | Belén Rueda                      | Illa de Bioko              | 15/04/2018    | 1 878 000 (9,5%)  |
| 36       | Edurne Pasaban Juanito Oiarzabal | Pico del Canal de la Aguja | 22/04/2018    | 1 466 000 (7,8%)  |

### Temporada 6
| Programa | Invitad@s                           | Destí                    | Dia d'emissió | Audiència        |
| -------- | ----------------------------------- | ------------------------ | ------------- | ---------------- |
| 37       | Andrés Iniesta                      | Mont Maya                | 11/11/2018    | 1 501 000 (8,0%) |
| 38       | Ágatha Ruiz de la Prada             | Cerro pelado             | 18/11/2018    | 1 400 000 (7,3%) |
| 39       | Eugenia Martínez de Irujo           | Gorja de Ravnagjógv      | 25/11/2018    | 1 436 000 (7,5%) |
| 40       | Blanca Portillo                     | Travessia pel riu Ganges | 02/12/2018    | 1 087 000 (5,7%) |
| 41       | Javier Ambrossi Javier Calvo Guirao | Travessia pel riu Ganges | 09/12/2018    | 1 219 000 (6,4%) |

### Temporada 7
| Programa | Invitad@s                   | Destí                     | Dia d'emissió | Audiència         |
| -------- | --------------------------- | ------------------------- | ------------- | ----------------- |
| 42       | Ana Botín                   | Gelera Qaleraliq          | 08/01/2020    | 2 677 000 (19,3%) |
| 43       | Sandra Barneda              | Mont Kinabalu             | 15/01/2020    | 1 244 000 (8,8%)  |
| 44       | Jorge Cadaval César Cadaval | Regió de Capadòcia        | 22/01/2020    | 1 109 000 (8,8%)  |
| 45       | Asier Etxeandia             | Reserva de Fauna de Dja   | 29/01/2020    | 742 000 (6,1%)    |
| 46       | Lorenzo Caprile             | Cañón del Río Lobos       | 05/02/2020    | 1 132 000 (8,2%)  |
| 47       | José Andrés Puerta          | Riu Tanamá                | 19/02/2020    | 1 023 000 (7,4%)  |
| 48       | Malena Alterio              | Volcà de Stromboli        | 26/02/2020    | 902 000 (6,5%)    |
| 49       | Sergio Boixo                | Joshua Tree National Park | 04/03/2020    |                   |
| 50       | Pablo Chiapella             | Estructura II de Calakmul | 11/03/2020    |                   |

### Temporada 8
| Programa | Invitad@s        | Destí         | Dia d'emissió | Audiència |
| -------- | ---------------- | ------------- | ------------- | --------- |
| 51       | Paula Echevarría | Vall del Rift | 2021          |           |

## Planeta Calleja
| Temporada                    | Data      | Programes | Cadena | Espectadors | Share |
| ---------------------------- | --------- | --------- | ------ | ----------- | ----- |
| Temporada 1: Planeta Calleja | 2014      | 4         | Cuatro | 1 143 000   | 6,5%  |
| Temporada 2: Planeta Calleja | 2014-2015 | 6         | Cuatro | 1 761 000   | 8,5%  |
| Temporada 3: Planeta Calleja | 2015      | 8         | Cuatro | 1 351 000   | 6,8%  |
| Temporada 4: Planeta Calleja | 2017      | 11        | Cuatro | 1 390 000   | 8,3%  |
| Temporada 5: Planeta Calleja | 2018      | 7         | Cuatro | 2 052 000   | 10,5% |
| Temporada 6: Planeta Calleja | 2018      | 5         | Cuatro | 1 329 000   | 7,0%  |
| Temporada 7: Planeta Calleja | 2020      | 9         | Cuatro | 1 261 000*  | 9,3%* |
| Temporada 8: Planeta Calleja | 2021      |           | Cuatro |             |       |